# Headache (EP)
Albums de Big Black
Sound of Impact
(1987) The Rich Man's Eight Track Tape
(1987)
Headache est un EP de Big Black sorti en 1987.
À sa sortie le disque a suscité une controverse car la pochette de l'édition originale était une photo représentant le visage d'homme s'étant suicidé d'une balle dans la tête, à l'expression ridicule ; la photo a été retirée des éditions ultérieures et remplacée par un dessin de Savage Pencil moins explicite.
Sur certaines éditions un autocollant sur la pochette avertissait de ne pas se faire trop d'illusions, le disque étant inférieur en qualité à Atomizer; ce jugement est généralement partagé par les critiques, qui estiment cependant que le disque vaut le détour grâce à certains passages particulièrement énergiques et « noisy ».
De multiples versions ont existé en réalité. Certaines présentent les numéros de catalogue de Blast First et de Touch and Go; d'autres incluent le vinyle du single Heartbeat (celles de Blast First indiquant Il Duce, le single précédent, comme titre).

## Liste des titres
1. My Disco – 2:51
2. Grinder – 2:22
3. Ready Men – 3:50
4. Pete, King of Detectives – 2:40